# 瞿維
瞿維（くい、Qu Wei, 1917年5月9日 - 2002年5月20日）は、中国の作曲家。
江蘇省常州出身。1935年、上海新華芸術専科学校を卒業。1940年に延安の魯迅芸術学院の教員となった。戦後は映画音楽の作曲に従事していたが、1955年から1959年までの4年間モスクワに留学した。帰国後は上海交響楽団のコンポーザー・イン・レジデンスとなった。1979年以後、中国音楽家協会常務理事・副主席を歴任した。作品に交響詩「人民英雄記念碑」、交響組曲「収穫の情景」などがある。